# Дарданелльская операция (1807)
Дарданелльская операция 1807 года — неудачная попытка Королевского флота нейтрализовать оттоманский флот в ходе англо-турецкой войны 1807—1809 годов, части Наполеоновских войн.

## Преамбула
В 1807 году вице-адмирал Дакворт был назначен заместителем командующего Средиземноморским флотом Коллингвуда, в основном из соображений иметь для совместных действий с русской эскадрой адмирала чином выше Сенявина. Турецкий султан к тому времени перешёл на сторону Франции. Русская историография настаивает, что кампания против Турции была новой русско-турецкой войной. С точки зрения Британии, этот эпизод был частью Наполеоновских войн.

## Подготовка
Английская эскадра сосредоточилась на якоре у острова Тенедос. Здесь уже находился контр-адмирал Луис с HMS Canopus (80, флагман), HMS Thunderer (74) и HMS Standard (64), фрегатом и шлюпом. Сюда же подошёл с мальтийской эскадрой Сидней Смит. Всего три адмирала собрали 8 линейных кораблей, включая HMS Royal George (100, под флагом Дакворта) и HMS Windsor Castle (98). План состоял в форсировании Дарданелл и угрозе Константинополю, в качестве поддержки операциям русских. Инструкции Адмиралтейства Коллингвуду гласили: не допустить присоединения к французскому флоту нового союзника, требовать его сдачи или передачи под английскую «защиту». Далее следовал прямой приказ поручить это «способному и решительному» Дакворту. Коллингвуд напутствовал его не тянуть переговоры дольше получаса.
Хотя Дакворт знал, что турки продолжают укреплять проливы, он не предпринял никаких действий до 11 февраля 1807 года. В ходе ожидания эскадра потеряла HMS Ajax (капитан Блэквуд, англ. Blackwood) от пожара, на якоре у о. Тенедос. Только 380 из 633 человек команды удалось спасти. Вице-адмирал потерял неделю, ожидая благоприятного ветра и составляя донесения Коллингвуду о встреченных трудностях.

## Форсирование проливов

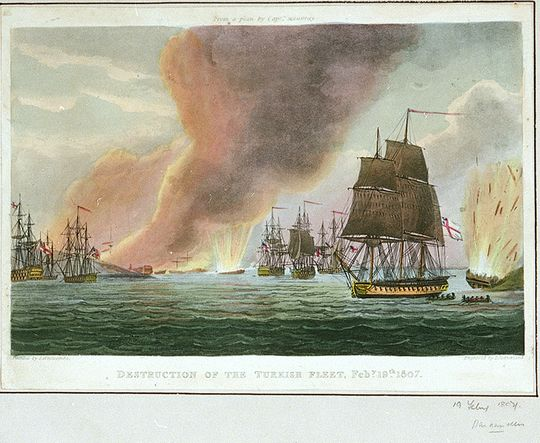
Сожжение турецкого флота 19 февраля 1807

Наконец 19 февраля состоялся бой у мыса Песк (ныне Нагара-бурун) в узкости пролива. С турецкой стороны основную роль играли береговые батареи. При проходе внешних укреплений корабли были обстреляны, но по совету британского посланника Чарльза Арбатнота эскадра не открывала огня, за исключением бомбического HMS Meteor. Но и его 13-дюймовую мортиру вскоре разорвало. К моменту прохода внутренних укреплений адмирал передумал, и приказал открыть огонь всей колонне. По приближении к Абидосу, где стояли турецкие корабли во главе с 64-пушечным, замыкающий дивизион Сиднея Смита (HMS Pompee, Standard, Thunderer и фрегаты) получил приказ атаковать. По донесению Смита:

Турки бились отчаянно, пока могли, но превосходство нашего огня, с дистанции мушкетного выстрела, принудило их выбрасываться на берег у мыса Песк.
Оригинальный текст (англ.) The Turks fought desperately ... as long as they could; but the superiority of our fire, within musket shot, obliged them to run ashore at Point Pesquies

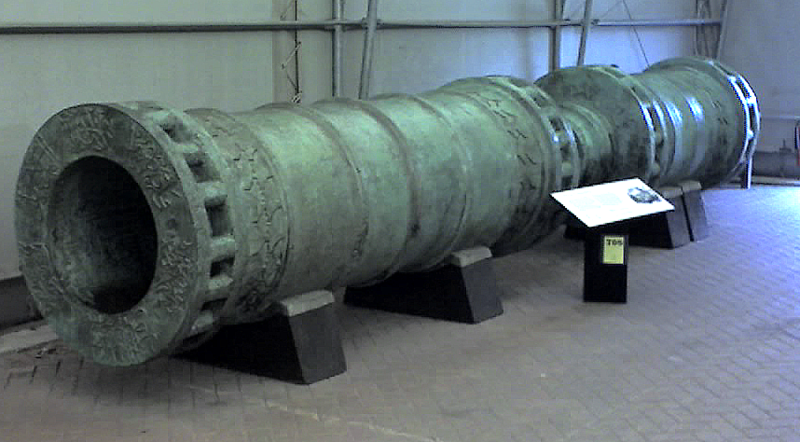
Дарданелльская пушка

Частью покинув корабли, они присоединились к «солидному отряду азиатов» на берегу, где находился редут. Рассеяв янычар, Смит принялся за уничтожение кораблей. Когда они уже горели, десантные партии со шлюпок разрушили редут и заклепали пушки. Рвение и навык, показанные матросами и морскими пехотинцами в этой второстепенной вылазке, больше не повторились во всю экспедицию.
Одним из орудий, которые турки использовали против британского флота, была т. н. «дарданелльская пушка» — древнее бронзовое орудие весом 18,6 тонн, способное стрелять каменными ядрами диаметром до 63 см., отлитое в 1464 году. В 1866 году по случаю государственного визита турецкий султан Абдул-Азиз подарил пушку королеве Виктории. В настоящее время орудие экспонируется в форте Нельсон.

## Дипломатия и манёвры
Когда Смит присоединился к эскадре, Дакворт снялся с якоря и двинулся дальше. Пройдя Галлиполи и Геллеспонт, он решил снова встать на якорь в Мраморном море, на ночь 20-21 февраля. Ко всеобщему недоумению наутро, несмотря на бриз от зюйд-веста, приказа сниматься не было. Вместо этого Арбатнот на HMS Endymion отправился в Константинополь для переговоров. Вместо требования подчиниться ультиматуму немедленно, он дал туркам время на ответ до заката следующего дня. Но ему не разрешили высадиться, и его бумаги радостно перехватил французский посол генерал Себастьяни, который и уговорил султана не подчиняться. Требование Дакворта было оставлено без внимания.
22 февраля Дакворт дал приготовительный сигнал к съёмке с якоря, но исполнительного, несмотря на благоприятный ветер, так и не было. К полудню заштилело, Арбютнот сказался больным, и дипломатия легла на широкие, но непригодные к ней плечи адмирала. Он составил письмо султану, из смеси угроз и уверений, что не хочет доводить дело до войны. Последовал затяжной период обмена посланиями, несмотря на объявленный им ранее «крайний срок завтра». Единственным результатом стало все растущее веселье в Топкапи, едкий выпуск Le Moniteur, любезно присланный Себастьяни, и насмешки над сэром Джоном Даквортом. Сэр Сидней Смит, сам заключавший исходный договор с Портой на восемь лет раньше, не получил доступа к переговорам.
Тем временем дела обратились в фарс: мичман со шлюпкой, беспечно отправившийся на остров Прота за провизией, был взят в плен, и турки укрепили остров. Попытка отбить его провалилась перед лицом решительной обороны, под личным руководством Себастьяни. На следующий день турки сами очистили остров.
К концу февраля турецкие корабли были расставлены на якорях для защиты столицы, но Дакворт бездействовал до 1 марта когда, при северном бризе, флот целый день демонстративно лавировал у Константинополя, словно вызывая турок помериться силами. Но с темнотой он отошёл и к закату 2 марта встал на якорь у мыса Песк. 3 марта, при неизменном ветре, флот под марселями проходил узкость. Здесь Дакворт потребовал формального салюта в 13 выстрелов. В ответ обрушился залп тяжёлых ядер с восстановленной батареи и обеих крепостей. В канонаду включились все пушки, какие только могли. Некоторые стреляли мраморными ядрами, из которых самое большое, попавшее в HMS Active, было 6 футов диаметром. Потери, к счастью, были небольшие: на борту Standard произошёл взрыв, и разорвало выстрелом последнюю 10-дюймовую мортиру на Meteor. К полудню флот был снова на якоре у острова Тенедос.

## Последствия
Здесь к нему присоединилась русская эскадра Сенявина. Тот предложил повторить попытку общими силами. Но Дакворт отказался: «Где не имела успеха британская эскадра, вряд ли преуспеет какая другая». В итоге он не достиг ничего, только понёс потери 138 убитыми и 235 ранеными, а мичман и четыре боя так и остались в плену на борту оттоманского флагмана. Несмотря на провал, он не был призван к ответу. Падение кабинета месяцем позже заслонило экспедицию, а британские газеты потрясали публику рассказами о ядрах величиной с человеческую голову. Общее впечатление в Англии было как от героического форсирования проливов. Позже некоторые историки прямо противопоставляют «успех» Дакворта провалу Галлиполи. На деле самым большим достижением Дакворта оказалось мастерское самооправдание в донесении Коллингвуду.
Сенявин, однако, был из другого теста. Он держал блокаду Дарданелл (одновременно с блокадой Босфора эскадрой Пустошкина) до тех пор, пока турки не были вынуждены выйти в попытке прорвать её. В результате 19 июня 1807 года произошло Афонское сражение, турецкий флот был рассеян. На борту 120-пушечного Месудие (по другим данным, «80-пушечного линейного», вероятно Сеид-аль-Бахр) русские обнаружили мичмана и команду шлюпки. Их отослали к Дакворту на HMS Kent, как молчаливый упрек.
Карьере Дакворта неудача не повредила. Он продолжал подниматься в чине и последовательно занимал высокие должности.